# 松本ゆん
松本 ゆん（まつもと ゆん、1992年7月29日 - ）は、日本のタレント、グラビアアイドル、レースクイーン。
東京都出身、クレメンテ所属。ネットアージュと業務提携している。

## 略歴
2012年6月、21歳の時アイドルグループ「joy☆」(ジョイスター)に参加。翌年4月に自分の意志で脱退を決断するが、解雇と発表される。
2016年9月よりアイドルユニット「あと3センチ」メンバー。
2016年よりあかひげ薬局イメージガールを務め、2017年以降も延長契約し２年半務めた。
2018年6月29日より恵比寿マスカッツ1.5に研修生として加入。
2018年7月8日をもって「あと3センチ」を卒業する。
2018年8月24日、 恵比寿マスカッツ1.5正式メンバーに昇格。加入以降しばらくは番組で大きく取り上げられることは少なかったが、2020年恵比寿マスカッツ 真夜中の運動会での自宅王企画においてダンス及びリアクションの大きさで注目を集め、遂には同番組において松本ゆんメインの「ドーンとやってみよう」企画が2週にわたりオンエアされるなど大きく取り上げられる機会も増えてきている。
2019年6月、t-Ace『遊びの天才』のMVに参加。
なおこのMVには恵比寿マスカッツより石岡真衣、神崎紗衣、松岡凛、粕谷まい、如月さや、山中真由美も参加(2019年6月時点)。
2020年8月5日、「恵比寿マスカッツ 真夜中の運動会」で行われた貯金残高総選挙に参加。そこで結成された一攫千金を狙う新ユニット「ATM」のメンバーとなる。同年9月には東京オートサロンのイメージガールユニット『A-class』の2021年度メンバーを決めるセレクション審査で松岡凛と共にエントリーしたが、いずれもメンバー入りはならなかった。
2020年11月には三山ひろしの「三山ヒロシ」名義でのシングル『その名もコノハナサクヤヒメ』のMVにてダンスシーンの振付を担当してコレオグラファーとしてもデビューする。なおこのMVには恵比寿マスカッツより松本の他にも藤原亜紀乃、松岡凛、如月さや、白藤有華、まいてぃ も参加。
2021年1月1日に公開された恵比寿マスカッツ内のユニット、ATMのMV『徒花』でも藤原亜紀乃と共にダンスの振付を担当。
2021年3月11日、スーパー耐久シリーズ(通称S耐)に参戦している浅野レーシングサービスより2021年のST-4クラスにシリーズ参戦するWedsSport86を応援するA-Girlsとして任命された事が発表された（他メンバー：葵井えりか、小枝凛）。松本にとっては初めてのレースクイーンとなる。第1戦・第3戦・第5戦に参戦する。
2021年1月26日ABEMAでオンエアの「恵比寿マスカッツ 真夜中の運動会」の特番中で行われた「ユニット大戦争」のファン投票において、ATMは4ユニット中2位となり「1位以外のユニットは解散」というルールに従い解散となってしまった。しかし同年5月16日に行われた恵比寿マスカッツのオンラインライブ「ライブタイトル決まったよ2021年春」において復活。3部構成だったライブの第3部に登場して『徒花』のライブパフォーマンスを初披露した。 更には2021年12月のオンラインライブ「年末なので全部歌わせて頂きマスカッツ」、そして2年3ヶ月ぶりの有観客でのライブとなった2022年3月の「Lucky7ライブ」、2022年5月の「恵比寿マスカッツ10周年記念ライブ－オールスター大感謝祭－」においでもATMが復活している。
2022年7月8日にABEMAにてオンエアされたおねうちマスカットにおいて、第2世代恵比寿マスカッツのメンバー全員の卒業が発表された。8月13日恵比寿ガーデンホールにて開催されるライブ「第2世代恵比寿マスカッツ 真夏の卒業式」が恵比寿マスカッツとして最後のライブとなった。
2023年4月1日「あと3センチ」の1日限定ライブに参加。同グループでは2018年7月の卒業、そして2019年12月のあと3センチ解散ライブ以来のライブ参加となる。

## 人物
- 愛称は【ゆんゆん】【ゆんちゃん】 と呼ばれている。 ファン愛称は【ゆんぬふる〜る】。

- 新宿駅で名刺を渡されてスカウトされたのがきっかけでデビュー[12]。
- 趣味：ショッピング[1]、トイレ掃除、格安旅行検索、一人カラオケ[12]。
- 特技：ダンス（15年習っていた）[12]、片手の側転[1]
- 3兄妹の末っ子（姉[13]と兄[14]がいる）。5歳の時に実の父をガンで亡くしている[2]。
- 片手側転ができる[15]。
- 「joy☆」脱退後、グループは脱退時のエピソードを基に有吉反省会に出演。脱退者をいじることを非難し、擁護してくれたのがのちに共演する大久保佳代子だった[2]。
- ディズニーが大好きで彼女のSNSではよく写真と共にディズニーに行った事が報告されている。

## ユニット活動
| 年度                     | ユニット名  | 他メンバー                                     |
| ------------------------ | ----------- | ---------------------------------------------- |
| 2016年9月 - 2018年7月8日 | あと3センチ | いけながあいみ、和泉美沙希、潮田ひかる、平泉彩 |

## 出演

### TV
- 東京全力少女（2012年12月、日本テレビ）
- 透明彼女 season1 #3（2017年、V☆パラダイス）
- 女神たちのかようび（2017年4月 - 9月、千葉テレビ）
- つんつべ♂バク音（2017年10月-12月、TOKYO MX） - アシスタントMC
- OH！舞DA PUMP！！(2021年9月12日、dTVチャンネル)

恵比寿マスカッツとして
- 恵比寿マスカッツ 真夜中のワイドショー（2018年8月 -2019年8月 、AbemaTV）
- すぽスポSPORTS（2018年10月 - 2019年3月、スカパー!）
- 恵比寿マスカッツ 真夜中の運動会（2019年10月 -2021年1月 、ABEMA）
- 恵比寿マスカッツ ハニートラップTV（2021年3月 -2021年12月 、ABEMA）
- おねうち!!!マスカット（2022年5月-2022年7月 、ABEMA）

### 映画
- 「ミスムーンライト」（2017年2月26日、松本卓也監督）[16]

### 広告
- ミュゼプラチナム（株式会社ジンコーポレーション、2014年1月 - 2015年1月）
- 男のアミノ酸（2015年） - イメージガール「初代 男のアミノ7ガールズ」
- あかひげ薬局（2016年 - 2017年） - イメージガール

### 雑誌
- FLASH（光文社）
  - ミスFLASH2014に応募するも予選落ち[13]。その後ミスFLASH2015候補生となりミスFLASH2015ファイナリストとなる[1]。
- Ray（2012年6月、主婦の友社）
- CUTiE（2012年7月、宝島社）
- Bejean（2013年12月、ジーオーティ）
- 週刊アサヒ芸能
  - 2016年10月13日 - 裏表紙
  - 2016年10月20日 - 裏表紙
  - 2018年7月19日
- キスカ（2017年6月号、 竹書房）
- GARRRR（2018年1月号）
- たった1000円で億万長者!!（2018年1月27日） - 表紙、巻頭ページ

### WEB、カタログ
- サロンモデル

### その他
- J-NETWORK「JKGラウンドガール」（2014年）
- TOKYO GRAVURE IDOL FESTIVAL 2017（2017年8月4日 - 6日、TOKYO IDOL FESTIVAL 2017　GRAND MARKET）[17]
- 東京オートサロン2023 阿部商会ブース コンパニオン(2023年1月13日-15日)

## ディスコグラフィ

### DVD
| # | 発売日         | 作品名                                         | 発売元                 | 監督 |
| - | -------------- | ---------------------------------------------- | ---------------------- | ---- |
| 1 | 2013年9月      | Happy Hour SM                                  | イーネットフロンティア | －   |
| 2 | 2014年7月26日  | シークレットラブ                               | マックス               | －   |
| 3 | 2017年08月25日 | あおい／せりか／ゆん／ゆな「新人アイドル面接」 | 竹書房                 | －   |